# Anjelah Johnson
Anjelah Nicole Johnson-Reyes  (14 de mayo de 1982) es una actriz, comediante y animadora estadounidense. Es conocida por ser parte del elenco de comediantes en la serie de comedia MADtv, durante su temporada N.º 13. Sus personajes incluían a una empleada grosera de un local de comida rápida llamada Bon Qui Qui y una empleada de un salón de belleza vietnamita.

## Primeros años
Johnson nació y se crio en San José, California, en una devota familia cristiana. Es de ascendencia mexicana, estadounidense y nativoamericana. Después de tres años en la universidad, Johnson se mudó a Los Ángeles para perseguir una carrera en el entretenimiento. Posteriormente, se convirtió en una animadora para el equipo de los Oakland Raiders. Como miembro de las Raiderettes Oakland fue nombrada novata del año y participó en el Super Bowl XXXVII. 

## Carrera

### MADtv

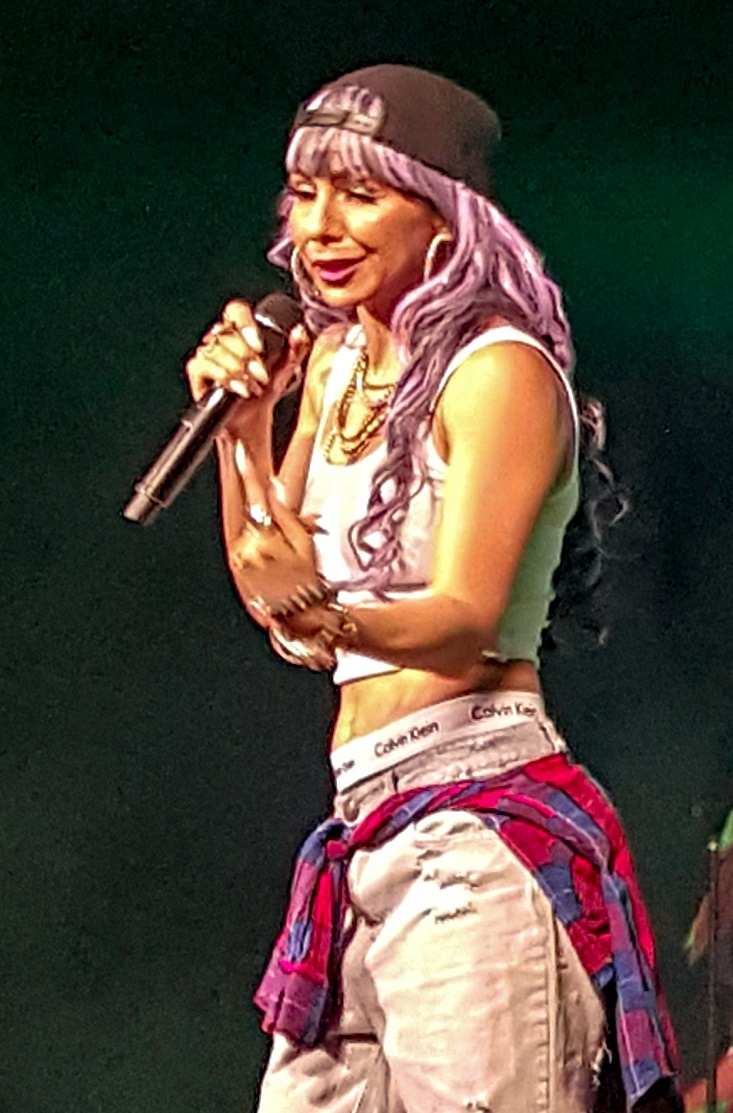
Johnson representando a Bon Qui Qui

Johnson se unió al elenco del programa televisivo de comedia MADtv en 2007, en su decimotercera temporada, destacándose con sus interpretaciones. Hizo su debut en el programa en noviembre de 2007, representando a Bon Qui Qui, una empleada de un local de comida rápida que trata a los clientes con rudeza. El clip se abrió camino en YouTube, donde ganó fama, llegando a más de 50 millones de vistas. También se hizo conocida por su papel de Tammy en un sketch de MADtv, una empleada muy chismosa de un local de belleza vietnamita. Antes de llegar al show ella hacía stand-up, lo que le permitió hacerse con un pequeño reconocimiento del público de Los Ángeles. En 2008, Johnson fue nominada a un premio ALMA a la Mejor Interpretación Femenina en una Serie de Televisión de Comedia por su trabajo en MADtv.

## Filmografía

### Televisión
| Año         | Título                         | Papel             | Episodio(s) | Otras notas                                      |
| ----------- | ------------------------------ | ----------------- | ----------- | ------------------------------------------------ |
| 2006        | Love, Inc.                     | Cliente           | 1 episodio  |                                                  |
| 2007 - 2008 | On the Up                      | Ella misma        |             | Anfitriona del show                              |
| 2008        | MADtv                          | Varios personajes | 4 episodios | Programa de sketches                             |
| 2008        | Untitled Dave Caplan Pilot     | Maria             |             |                                                  |
| 2008        | The Movie Preview Awards       | Ella misma        |             |                                                  |
| 2009        | Ugly Betty                     | Wendy             |             | Entrevista de BLOB/Bettyhead                     |
| 2009        | Comedy Central                 | Ella misma        |             | Episodio: "Anjelah Johnson: That's How We Do It" |
| 2010        | Lopez Tonight                  | Comediante        |             |                                                  |
| 2016        | MADtv 20th Anniversary Reunion | Bon Qui Qui       |             |                                                  |

### Cine
| Año  | Título                          | Papel                     | Rendimiento en taquilla (en dólares) | Director(a)        |
| ---- | ------------------------------- | ------------------------- | ------------------------------------ | ------------------ |
| 2007 | The Box                         | Diane                     | $1,000,000                           | A. J. Kparr        |
| 2009 | Alvin y las ardillas 2          | Julie Ortega              | $442,859,798                         | Betty Thomas       |
| 2010 | Our Family Wedding              | Isabel                    | $16,938,562                          | Rick Famuyiwa      |
| 2010 | Marmaduke                       | Lebrel afgano #2 (voz)    | $83,800,000                          | Tom Dey            |
| 2013 | Enough Said                     | Cathy                     | $25,300,000                          | Nicole Holofcener  |
| 2014 | Moms' Night Out                 | Anfitriona del restaurant | $10,500,000                          | Andrew y Jon Erwin |
| 2014 | El libro de la vida             | Adelita / Nina (voz)      | $99,800,000                          | Jorge R. Gutiérrez |
| 2017 | The Resurrection of Gavin Stone | Kelly Richardson          | $2,300,000                           | Dallas Jenkins     |
| 2023 | Candy Cane Lane                 | Shelly                    |                                      | Reginald Hudlin    |

## Discografía

### Álbumes de estudio
Como Bon Qui Qui
| Título             | Detalles del álbum                                                                                           |
| ------------------ | --- |
| Gold Plated Dreams | - Lanzamiento: 20 de enero de 2015 - Formato(s): CD, descarga digital - Discográfica: Warner Music Nashville |

### EP
Como Bon Qui Qui
- The Come Up (2012)

## Videos musicales
Como Bon Qui Qui
| Título                                 | Año  | Director        |
| -------------------------------------- | ---- | --------------- |
| "I'm A Cut You"                        | 2012 | DG              |
| "No Boyfren feat. Tammy"               | 2013 | DG              |
| "This Is How We Do It (Benefit remix)" | 2014 | Randal Kirk II  |
| "Shut Us Down"                         | 2016 | Diego Contreras |

## Premios y nominaciones
| Año  | Asociación          | Premio                         | Resultado |
| ---- | ------------------- | ------------------------------ | --------- |
| 2002 | Oakland Raiderettes | Rookie of the Year             | Ganado    |
| 2008 | ALMA Award          | Outstanding Female Performance | Nominada  |